# エクセター級戦列艦
エクセター級戦列艦(Exeter class ships of the line)はウィリアム・ベートリー設計のイギリス海軍の64門3等戦列艦。

## 設計
エクセターの船体は1757年のリッチモンド級フリゲートを基本にしている。

## 同型艦
| 艦名         | 造船所   | 発注           | 進水          | その後     |
| ------------ | -------- | -------------- | ------------- | ---------- |
| エクセター   | ヘニカー | 1761年1月13日  | 1763年7月26日 | 1784年焼損 |
| ユーロパ     | アダムズ | 1761年12月16日 | 1765年4月21日 | 1814年解体 |
| トライデント | プリマス | 1762年12月4日  | 1768年4月20日 | 1816年売却 |
| プルーデント | ウリッジ | 1762年1月7日   | 1768年9月28日 | 1814年売却 |